# Epistazie
Epistazia este un tip de interacțiune între două sau mai multe gene nealelice care determină mascarea efectului fenotipic al unei gene. Gena modificatoare a efectului fenotipic este numită genă epistatică iar gena al cărei efect fenotipic este mascat este numită genă hipostatică.
Această interacțiune nealelică se manifestă în determinarea culorii florilor de albăstrea sau în determinarea culorii blănii la câinii din rasa Labrador Retriever.